# 木戸邑弥
木戸 邑弥（きど ゆうや、1992年11月9日 - ）は、日本の俳優である。奈良県出身。
所属事務所はキューブ。事務所の若手俳優ユニットC.I.A.の元メンバー。

## 人物
- 身長174cm、血液型B型。
- 2006年、第19回ジュノン・スーパーボーイ・コンテストで審査員特別賞を受賞。2007年にテレビ東京系列テレビドラマ『チョコミミ』に出演し、注目を集める。2008年に出演したドラマ『ごくせん』では生徒役の中で最年少である。
- 「ROCK MUSICAL BLEACH」 で共演した新納慎也とは、年齢を超えた大親友である。
- 永嶋柊吾、味方良介とは高校生の時からの友人であり、互いのブログにもたびたび登場している。
- 味方良介とは毎年イベントを開催するほど仲が良く、コンビ名は"きどみか"という。
- タンブリングvol.3の大阪千秋楽の公演中に右足を骨折した。それからリハビリのため休養をとっていたが、約一年後に続!!押忍!!ふんどし部!で俳優復帰した。その初日の公演では涙ぐむ場面もあった。
- メジャーデビュー当時からUVERworldの大ファンで何度もライブに足を運んでいる。
- 自身のファンクラブではファンから歌詞を集め、本人が作曲をする企画があり曲作りもできる。
- シャープペンシルは0.3mmを愛用している。
- 2024年1月6日、元AKB48の小嶋真子との結婚を発表[1]。
- 2024年1月8日、「C.I.A.」の活動として初めて作詞を手掛けた「ぼくらの場所」をリリース[2]。

## 出演

### テレビドラマ
- チョコミミ（2007年、テレビ東京） - 安藤竜之介（アンドリュー） 役[3]
- ごくせん 第3シリーズ（2008年、日本テレビ） - 大隈邑弥 役
  - ごくせん 卒業スペシャル'09（2009年、日本テレビ） - 大隈邑弥 役
- イケ麺そば屋探偵〜いいんだぜ!〜 エピソード7（2009年、日本テレビ） - セイジ 役
  - イケ麺新そば屋探偵 第1 - 3、6、8、11話（2009年、日本テレビ） - ユウヤ (イケ麺No.002) 役
- 押忍!!ふんどし部! シーズン2 〜南海怒濤篇〜（2014年、tvk　他）　- 浜島海斗 役
- 夜のせんせい（2014、TBS）　- 宗村京平 役
- 殺人偏差値70（2014年7月2日、日本テレビ）
- ○○妻（2015年、日本テレビ） - 三木武 役
- 37.5℃の涙（2015年、TBS） - 加藤哲平 役
- ふなっしー探偵（2016年1月7日、フジテレビ）- 北林 役
- 弱虫ペダルシーズン2（2017年8月18日- 、BSスカパー!） - 荒北靖友 役
- 俺のスカート、どこ行った?（2019年、日本テレビ） - 原田のぶお（過去） 役
- 年下彼氏（2020年5月23日、ABC） - 浦坂健太 役
- 警視庁ゼロ係〜生活安全課なんでも相談室〜（2021年4月30日、テレビ東京） - 前田敦 役
- 大河ドラマ 鎌倉殿の13人（2022年、NHK） - 一条高能 役
- 合理的にあり得ない〜探偵・上水流涼子の解明〜 第9話（2023年6月12日、関西テレビ・フジテレビ） - 堂本勇二 役

### 映画
- ごくせん THE MOVIE（2009年7月11日公開） - 大隈邑弥 役
- コインランドリーカタルシス（2023年1月27日公開） - 僕 役

### 舞台
2008 - 2010年
- ミュージカル・テニスの王子様 - 四天A・遠山金太郎 役
  - The Treasure Match 四天宝寺 feat.氷帝（2008年12月13日 - 2009年3月31日）
  - Dream Live 6th（2009年5月2日 - 10日）
  - The Final Match 立海 First feat.四天宝寺（2009年7月30日 - 10月4日）
  - The Final Match 立海 Second feat.The Rivals（2009年12月17日 - 2010年3月14日）
  - Dream Live 7th（2010年5月7日 - 23日）
- cube neXt 押忍!!ふんどし部! （2010年11月19日 - 21日）- 富永一朗太 役 主演

2011年
- BLEACH連載10周年記念公演「ROCK MUSICAL BLEACH」（2011年7月1日 - 8月30日） - 日番谷冬獅郎 役[4][5]
- Cube presents「有毒少年」（2011年11月15日 - 30日）[6]（2011年11月15日 - 30日） - 有毒少年 役 主演

2012年
- cube neXt「押忍!!ふんどし部!」（再演：2012年1月6日 - 15日）- 富永一朗太 役 主演
- 「タンブリング」vol.3[7][4][8]（2012年8月8日 - 19日） - 日吉洪太 役

2013年
- cube neXt「続!!押忍!!ふんどし部!」（2013年9月6日 - 16日）- 富永一朗太 役 主演

2014年
- ホリプロ銀河劇場ニュージェネレーションシリーズ朗読劇『春のめざめ』（2014年12月、天王洲銀河劇場） - エルンスト、マルタの母 役
- ホリプロ銀河劇場ニュージェネレーションシリーズ朗読劇『僕とあいつの関ヶ原』（2014年12月、天王洲銀河劇場） - 松平忠吉 役

2015年
- シアターBRAVA!10周年記念シリーズ　つながる音楽劇『麦ふみクーツェ〜everything is symphony!!〜』（2015年4月10日 - 19日、東京:世田谷パブリックシアター / 4月23日 - 26日、大阪:シアターBRAVA!）
- ホリプロ銀河劇場ニュージェネレーションシリーズ朗読劇『僕とあいつの関ヶ原』（再演）（2015年8月5日、天王洲銀河劇場） - 松平忠吉 役
- ダブリンの鐘つきカビ人間（2015年10月 - 11月） - 天使 役

2016年
- 『コミックジャック-RETURN2016-』（2016年1月20日 - 27日、紀伊國屋サザンシアター) - 天辺麻人 役 主演
- はっぴぃはっぴぃどりーみんぐVol.10『JYUKAIDEN -桃源-』（2016年3月3日 - 8日、CBGKシブゲキ!!）- 光夜 役 W主演
- 演劇集団 砂地『Hamlet』（2016年5月21日 - 31日、SPACE雑遊） - ハムレット 役 主演
- 『ママと僕たち』 〜たたかえ!!泣き虫BABYS 〜（2016年7月8日 – 18日、AiiA 2.5 Theater Tokyo / 7月22日 – 24日、梅田芸術劇場シアター・ドラマシティ）- 伊豆見朝陽 役[9]
- 若様組まいる（2016年8月、天王洲銀河劇場） - 皆川真次郎 役[10]
- 舞台『弱虫ペダル』〜箱根学園新世代、始動〜（2016年9月30日 - 10月2日、TOKYO DOME CITY HALL / 10月7日 - 10日、オリックス劇場） - 荒北靖友 役
- MIRACLE FANTASY SHOW ACT 『Silver Star, Silver Moon, Silver Snow』（2016年12月14日 - 21日、博品館劇場）

2017年
- BIOHAZARD THE Experience（2017年2月10日 - 26日、Zeppブルーシアター六本木 / 3月4日・5日、新神戸オリエンタル劇場） - オクヌキ 役
- ジョーカー・ゲーム（2017年5月4日 - 7日、Zeppブルーシアター六本木） - 実井 役
- 舞台『K -MISSING KINGS-』（2017年10月19日 - 22日、京都劇場 / 10月27日 - 29日、天王州銀河劇場） - 伏見猿比古 役
- めっちゃたっぷりフルーツ青汁presents ぐりむの法則「『東京のぺいん』----over work----」（2017年12月6日 - 11日、CBGKシブゲキ!!）[11]

2018年
- モブサイコ100（2018年1月6日 - 14日、天王洲銀河劇場） - 鬼瓦天牙 役
- SHOW HOUSE『GEM CLUB II』（2018年3月16日 - 18日、シアター1010 / 3月24日 - 4月5日、シアタークリエ / 4月4日 - 15日、サンケイホールブリーゼ / 4月18日、日本特殊陶業市民会館）- アルム 役
- ミュージカル『青春-AOHARU-鉄道』3～延伸するは我にあり～（2018年5月4日 - 5月13日、品川プリンスホテル クラブeX） - ゲスト
- ジョーカー・ゲームII（2018年6月14日 - 20日、シアター1010 / 6月23日 - 26日、大阪メルパルクホール）- 実井 役 主演[12]
- 朗読劇『きくえのもとぐりむ』 でかけるときはいつも（2018年7月21日 - 7月22日、Art Live Space 「Special Colors」）
- ミュージカル『ドリアン・グレイの肖像』（2018年9月21日 - 30日、博品館劇場 / 10月10日 - 11日、梅田芸術劇場 シアター・ドラマシティ）- ジェイムズ役[13]
- エムキチビート produce 音劇vol.2『世界の終わりに君を乞う。』（2018年12月1日 - 9日、博品館劇場）[14]

2019年
- 舞台『K -RETURN OF KINGS-』（2019年3月1日 - 10日、銀河劇場 / 3月15日 - 17日、大阪メルパルクホール）- 伏見猿比古 役[15]
- コント舞台『春、揺らぐ、勿忘草』（2019年3月29日 - 31日、リトルトーキョー）- 英二 役
- TRUMPシリーズ『COCOON 月の翳り 星ひとつ』星ひとつ編（2019年5月11日 - 26日、サンシャイン劇場 / 5月30日 - 6月5日、サンケイホールブリーゼ）- 臥萬里 役
- 長野放送開局50周年記念 舞台『家族のはなし』（2019年8月17日、長野県大町市文化会館 / 8月21日 - 25日、六行会ホール） - 山本幸太 役 主演[16]
- 舞台『仮面山荘殺人事件』（2019年9月28日 - 10月6日、サンシャイン劇場 / 10月11日 - 13日、サンケイホールブリーゼ / 10月19日、りゅーとぴあ新潟市民芸術文化会館）- 樫間高之 役（W主演）
- 音楽劇『ロード・エルメロイII世の事件簿 -case.剥離城アドラ-』（2019年12月15日 - 2020年1月19日、千葉県 / 東京都 / 大阪府 / 福岡県 / 東京都 5公演） - 時任次郎坊清玄 役[17]

2020年
- ミュージカル『チェーザレ 破壊の創造者』（2020年4月13日 5月11日、明治座 - ロベルト役　※上演中止
- ぐりむの法則 えのもとぐりむ朗読劇 三部作『でかける時はいつも』（2020年6月23日 - 7月5日、赤坂RED/THEATER） - 僕 役[18]
- ぐりむの法則 二人芝居『さよならディスタンス』（2020年6月 - 7月、赤坂RED/THEATER）
- リモートシアター『ムカウミライ』（2020年8月17日 - 23日、ネット配信） - エス男 役 / 艦長 役（日替わり）
- CONTE STAGE『夜空の星くず』（2020年9月4日 - 6日、遊空間がざびぃ）
- STAGE GATE VR シアター vol.2『Equal-イコール-』（2020年9月27日 - 10月17日、DDD 青山クロスシアター）
- 舞台『フクロウガスム』（2020年12月23日 - 27日、下北沢 Geki地下Liberty） - 樹洞孟 役

2021年
- コント舞台『春、揺らぐ、勿忘草』（2021年1月22日 - 24日、下北沢 Geki地下Liberty）※上演中止
- 『安達健太郎と役者が漫才とトークするLIVE』（2021年7月31日、高田馬場ラビネスト）
- BROADWAY MUSICAL『GLORY DAYS グローリー・デイズ』（2021年9月17日 - 10月3日、博品館劇場） - ジャック・モイヤー 役[19]
- コント舞台『春、揺らぐ、勿忘草』（2021年12月10日 - 12日、赤坂πTOKYO）

2022年
- 新国立劇場 こつこつプロジェクト-ディベロップメント-『テーバイ』※一般公開なし
- 「SAMBA NIGHT 2022」（2022年5月24日 - 29日、博品館劇場）
- BE MORE CHILL（2022年7月25日 - 8月10日、新国立劇場 中劇場 / 8月20日 - 21日、キャナルシティ劇場 / 8月27日 - 29日、COOL JAPAN PARK OSAKA） - リッチ 役[20]

2023年
- ミュージカル『チェーザレ 破壊の創造者』（2023年1月7日 - 2月5日、明治座 ）- ロベルト役
- unrato#9「Our Bad Magnet」（2023年4月6日 - 16日、東京芸術劇場 シアターウエスト） - ポール 役[21]
- 「ビロクシー・ブルース」（2023年11月3日 - 19日、シアタークリエ） - ヘネシー役[22]

2024年
- πTOKYO 夏の朗読祭り 「雨恋ミント」（2024年8月15日 - 18日、πTOKYO）
- 舞台 『テーバイ』（2024年11月7日 - 24日、新国立劇場 小劇場）

2025年
- ピアノ×朗読×ダンス「心言葉」（2025年6月21日・22日〈予定〉、BAROOMX）[23]
- ジョーカー・ゲームIII（2025年11月22日・30日〈予定〉、天王洲 銀河劇場） - 回替わりゲスト[24][25]

### ライブ・イベント
- cube presents『PRINCE LIVE ～2014 Xmas～』（2014年12月24日 - 25日、CBGKシブゲキ!!）
- cube presents『PRINCE LIVE ～2015 SUMMER～』（2015年7月10日 - 12日、CBGKシブゲキ!!）
- キューブ若手俳優サポーターズクラブ発足記念!!『キックオフトークイベント』（2017年12月17日、CBGKシブゲキ!!）
- C.I.A.presents『MISSION IN SUMMER』（2018年8月20日 – 21日、CBGKシブゲキ!!）
- C.I.A.presents『SUPER LIVE 2018』（2018年12月28日 – 29日、品川インターシティホール）
- C.I.A.presents『NEW YEAR EVENT 2019』（2019年1月14日、品川インターシティホール）
- C.I.A.presents『MISSION IN SUMMER 2019』（2019年8月26日 - 27日、品川インターシティホール）
- C.I.A.presents『SUPER LIVE 2019』（2019年12月29日、品川インターシティホール）
- C.I.A.presents『NEW YEAR EVENT 2020』（2020年1月13日、品川インターシティホール）
- ミュージカル『テニスの王子様』3rdシーズン Dream Live 2020（2020年5月23日、大阪城ホール） - ゲスト　※上演中止

### DVD
- メモ・リアル DVD「リクエスト☆カム・トゥルー!」[26]